# Joaquín Trincado
Joaquín Trincado (Bilbao, 20 de noviembre de 1961) es un productor y director de cine español.

## Biografía
Joaquín Trincado finalizó sus estudios en el Catoctin High School en Thurmont, en el condado de Frederick, Maryland, Estados Unidos. Ya en el País Vasco, compaginó sus estudios de Ciencias de la Información en la EHU-UPV con la producción audiovisual y cinematográfica. En la misma década de los 80 creó y dirigió el Centro de Producción Audiovisual para la Investigación y docencia de la psiquiatría en el País Vasco, en colaboración y por iniciativa del catedrático y psiquiatra José Guimón. También en 1984 puso en marcha en Bilbao la emisora de televisión Canal25, que fue rápidamente precintada por el gobierno de Felipe González. Allí tuvo la primera colaboración con los directores Enrique Urbizu y Ana Murugarren y el guionista Luis Marías. De aquella experiencia quedó el legendario videoclip de Eskorbuto Antes de las guerras.
En 1988 estrena el primer largometraje, Tu novia está loca, con Santiago Ramos y Antonio Resines, considerada la primera comedia del cine vasco. Fue también la primera película de Urbizu y de la actriz María Barranco y la canción de Semen up se colocó entre los hits más populares de la lista 40 Principales. Como curiosidad, Tu novia está loca fue el primer trabajo para el cine de Alex De la Iglesia, que firma el cartel de la película. A continuación vendrían el mítico cortometraje de Pablo Berger Mama, realizado en colaboración con Alex De la Iglesia,y los largometrajes Todo por la pasta, también dirigida por Enrique Urbizu, pionera del cine negro español, y Sálvate si puedes, producida y dirigida por Joaquín Trincado, una comedia protagonizada por Imanol Arias, María Barranco, Fernando Guillén y Pilar Bardem.
Ya en 2004, produce y codirige con Ana Murugarren el largometraje documental Esta no es la vida privada de Javier Krahe, road movie que recoge la riqueza de pensamiento del cantante de La Mandrágora. La película incluye el fragmento "Sobre la Cristofagia" del Super8 "10 Comentarios", que realizó Krahe en su juventud junto a grupo de amigos. Generó una gran polémica y llegó a ser conocido erróneamente "Cómo cocinar un Cristo para dos personas".
A partir de aquí, Trincado encarga a Murugarren sus siguientes producciones. La miniserie para TVE y ETB El precio de la libertad, en la que Quim Gutiérrez encarna al parlamentario y exmiembro de ETA Mario Onaindía, la TVmovie La dama guerrera, comedia medieval inspirada en la leyenda navarra de Ana de Velasco, el largometraje protagonizado por Nora Navas Tres mentiras o La higuera de los bastardos, con Karra Elejalde, Carlos Areces, Pepa Aniorte, Jordi Sánchez y Mikel Losada. La película se basa en la novela editada por Tusquets La higuera, del Premio Nacional de Narrativa Ramiro Pinilla.
Sus últimas producciones son ‘García y García’ y ‘El hotel de los líos’, comedias familiares protagonizadas por José Mota y Pepe Viyuela, que se han colocado en el Top 10 de los estrenos españoles de 2021 y 2023, superando el millón de euros de recaudación y $2,5 millones respectivamente, además de ser ambas número uno en su estreno en Amazon Prime Video durante semanas.

## Filmografía como productor
| Año  | Título                                     | Dirección                        |
| ---- | ------------------------------------------ | -------------------------------- |
| 2023 | El hotel de los líos. García y García 2    | Ana Murugarren                   |
| 2021 | García y García                            | Ana Murugarren                   |
| 2017 | La Higuera de los bastardos                | Ana Murugarren                   |
| 2017 | Zacarias (Cortometraje)                    | Violeta Trincado                 |
| 2014 | Tres mentiras                              | Ana Murugarren                   |
| 2012 | La dama guerrera (TV movie)                | Ana Murugarren                   |
| 2011 | El precio de la libertad (Miniserie TV)    | Ana Murugarren                   |
| 2005 | Esta no es la vida privada de Javier Krahe | Ana Murugarren, Joaquín Trincado |
| 1991 | Todo por la pasta                          | Enrique Urbizu                   |
| 1988 | Mama (Cortometraje)                        | Pablo Berger                     |
| 1988 | Tu novia está loca                         | Enrique Urbizu                   |

## Filmografía como director
| Año  | Título                                     | Reparto Principal                                                                          |
| ---- | ------------------------------------------ | ------------------------------------------------------------------------------------------ |
| 2005 | Esta no es la vida privada de Javier Krahe | Largometraje documental                                                                    |
| 1995 | Sálvate si puedes                          | Imanol Arias, María Barranco, Fernando Guillén, Pilar Bardém, Ramón Barea, Antonio Resines |

## Vida personal
Joaquín Trincado Llana es biznieto del conocido teósofo espirita Joaquín Trincado Mateo, fundador de la EMECU (Escuela Magnético-Espiritual de la Comuna Universal) en 1911.